# Samantha Wildman (Star Trek)
La cadete Samantha Wildman es un personaje de ficción de la serie Star Trek: Voyager, interpretado por la actriz Nancy Hower. Samantha entró en la USS Voyager sin saber que estaba embarazada de Naomi Wildman, y está casada con el katariano Greskrendtregk. Su hija nace en 2372 durante una distorsión temporal en la que queda atrapada la nave, lo que duplica a la Voyager y a toda su tripulación. Ella elige a Neelix como padrino de Naomi. Samantha sirve en la Voyager como xenobiologista.

## Origen del nombre
El personaje toma su nombre de una persona real, vivió en Florida y murió a la edad de siete años en un accidente. Los órganos de la Samantha real fueron donados a la esposa de una de los escritores de la serie Voyager Jimmy Diggs, quien agradecido, rindió tributo a la chica inmortalizando su nombre en la serie. Diggs nombró a la ficticia Samantha Wildman jefa del departamento de xenobiología en Voyager porque la verdadera Samantha Wildman amaba a los animales.